# Archivo Nacional de Cine y Sonido de Australia
El Archivo Nacional de Cine y Sonido de Australia (NFSA), conocido como ScreenSound Australia de 1999 a 2004, es el archivo audiovisual de Australia, responsable de desarrollar, preservar, mantener, promover y proporcionar acceso a una colección nacional de películas, televisión y sonido, radio, videojuegos, nuevos medios y documentos y artefactos relacionados. La colección abarca desde obras creadas a finales del siglo XIX, cuando la industria del sonido grabado y el cine estaba en su infancia, hasta las realizadas en la actualidad.
La colección de la NFSA comenzó por primera vez, en 1935, como la Biblioteca Nacional de Historias de Cine y Habla (dentro de la entonces Biblioteca Nacional de la Commonwealth), convirtiéndose en una organización cultural independiente en 1984. El 3 de octubre, el primer ministro Bob Hawke inauguró oficialmente la sede de la NFSA en Canberra.

## Historia de la organización
El trabajo del Archivo puede fecharse oficialmente en el establecimiento de la Biblioteca Nacional de Películas Históricas y Registros de Habla (parte de la entonces Biblioteca Nacional de la Commonwealth, precursora de la Biblioteca Nacional de Australia) por decisión del Gabinete el 11 de diciembre de 1935.
Después de formar parte de la Biblioteca Nacional de Australia (NLA) y sus predecesores durante casi 50 años, el Archivo Nacional de Cine y Sonido se creó como una institución colectora independiente de la Commonwealth mediante un anuncio en el Parlamento el 5 de abril de 1984 que entró en vigor de inmediato. En ese momento, se estableció un Comité Asesor para orientar a la institución.
El 21 de junio de 1999, el nombre se cambió a ScreenSound Australia, la Colección Nacional de Pantalla y Sonido, y se cambió nuevamente a principios de 2000 a ScreenSound Australia, Archivo Nacional de Pantalla y Sonido. Volvió a su nombre original, Archivo Nacional de Cine y Sonido, en diciembre de 2004. En 2000, Screensound se unió a PANDORA Archive, el proyecto de archivo web iniciado por la NLA en 1996, como socio colaborador.
Mientras tanto, como consecuencia de las enmiendas a la Ley de la Comisión de Cine de Australia que entró en vigor el 1 de julio de 2003, dejó de ser una entidad semiautónoma dentro del Departamento de Comunicaciones, Tecnología de la Información y Artes y se convirtió en una rama integrada, más tarde una división, de la Comisión de Cine de Australia, un organismo de financiación y promoción.
En 2007, el Gobierno Liberal anunció la creación de una nueva agencia que se llamaría Screen Australia, que incorporaría las funciones principales de Film Finance Corporation, Australian Film Commission (incluido el Archivo) y Film Australia. Sin embargo, tras las elecciones de noviembre de 2007, el nuevo gobierno laborista implementó una promesa electoral para permitir que la NFSA se convirtiera en una autoridad estatutaria, similar a otras instituciones culturales importantes, como la Biblioteca Nacional de Australia, la Galería Nacional de Australia y el Museo Nacional de Australia. La Ley NFSA se convirtió en ley el 20 de marzo de 2008 y entró en vigor el 1 de julio de 2008.

## Historia del edificio

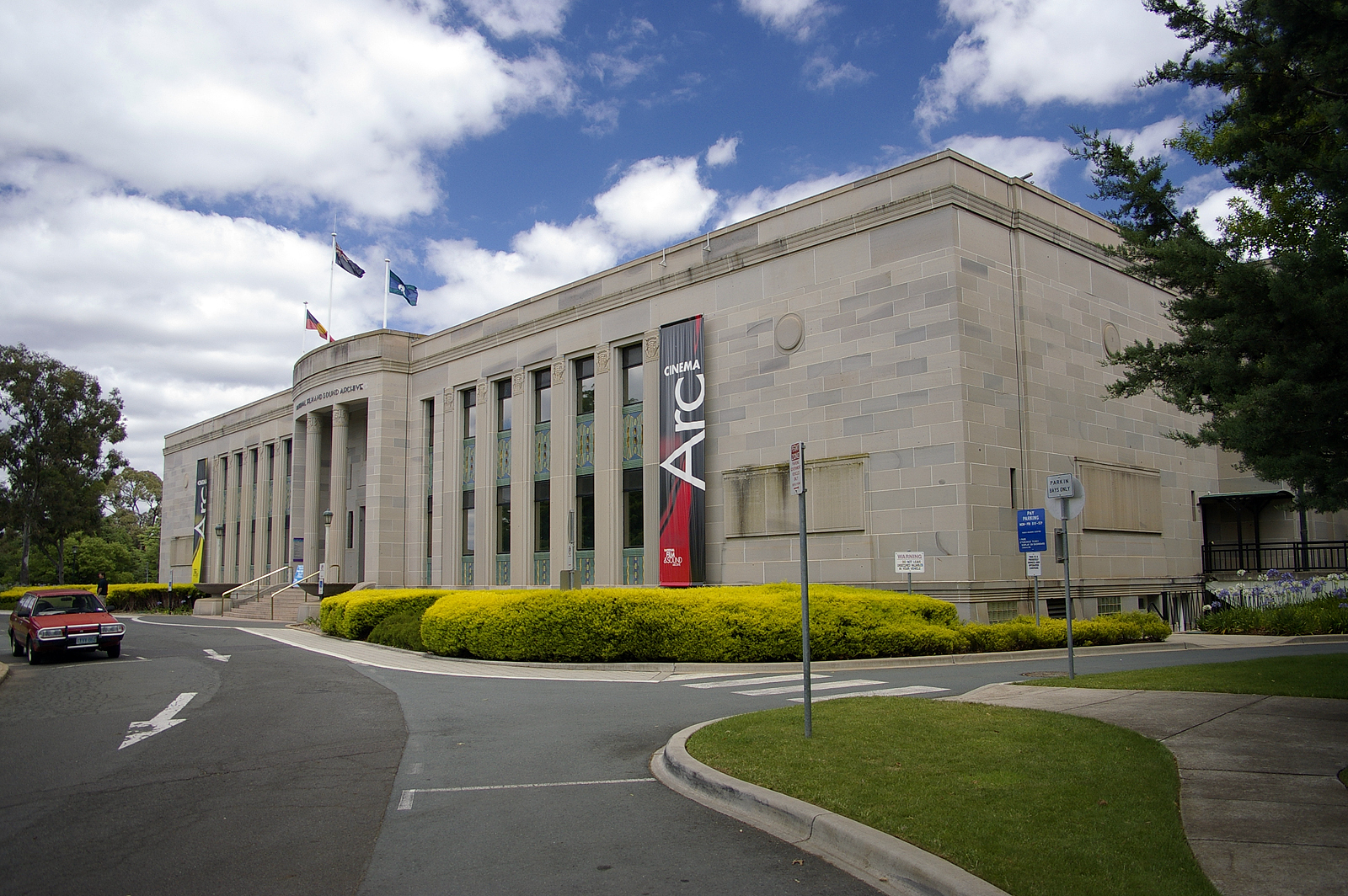
El Archivo Nacional de Cine y Sonido da al circuito McCoy.

El edificio al que se trasladó el Archivo en 1984 fue la sede del Instituto Australiano de Anatomía de 1931 a 1984. Originalmente contenía la colección de anatomía de Sir Colin MacKenzie . 
El edificio a menudo se clasifica como art decó, aunque su estilo arquitectónico general es técnicamente "Clásico de finales del siglo XX", es el estilo de la antigua Grecia y Roma, pero simplificado y modernizado. Presenta una fachada simétrica, un perfil horizontal, columnas clásicas y una entrada central. El vestíbulo decorado presenta imágenes de flora, fauna nativa y arte aborigen australiano. Las máscaras faciales de científicos reconocidos de finales del siglo XIX y principios del siglo XX, adornan las paredes del vestíbulo como un recordatorio de su uso anterior como Instituto de Anatomía. 
El edificio también cuenta con un patio ajardinado, un teatro y un centro de investigación. En 1999, el edificio se amplió para dar cabida al crecimiento del Archivo. El diseño de la nueva ala está en consonancia con el estilo de la estructura principal, con detalles y acabados que combinan con el aspecto original. 

## Colecciones
La colección de la NFSA incluye más de 3 millones de artículos, que abarcan grabaciones de sonido, radio, televisión, películas, videojuegos y nuevos medios. También forman parte de la colección discos, películas, videos, cintas de audio y cilindros de fonógrafo; así como también documentos y artefactos antiguos, documentos personales y registros organizacionales, fotografías, carteles, tarjetas de lobby, publicidad, guiones, disfraces, accesorios, recuerdos y equipos de sonido, video y cine. 
Las tenencias notables incluyen: 
- El Cinesound Movietone Australian Newsreel Collection, 1929-1975, una colección completa de 4000 noticiarios películas y documentales que representan historias de noticias que cubren todos los eventos importantes en la historia de Australia, el deporte y el entretenimiento 1929-1975. Inscrito en el Registro Australiano de la Memoria del Mundo en 2003.
- The Story of the Kelly Gang (1906), dirigida por Charles Tait, es el primer largometraje narrativo del mundo y fue inscrito en el Registro Internacional de la Memoria del Mundo en 2007.[4]
- La grabación de sonido australiana más antigua que se conserva, "The Hen Convention", una canción novedosa del vocalista John James Villiers, con acompañamiento de piano, grabada por Thomas Rome en 1896, en Sounds of Australia.[5]
- La primera película que se ha rodado en Australia, Patineur Grotesque, material de archivo de un hombre actuando sobre patines para una multitud en Prince Alfred Park, Sídney en 1896, filmado por Marius Sestier.[6]
- Trajes originales de películas australianas como Las aventuras de Priscilla, reina del desierto; Muriel's Wedding; Picnic at Hanging Rock y My Brilliant Career.

Un estudio de 2010 comparó las prácticas de conservación y catalogación de las colecciones de la NFSA y de YouTube con respecto al acceso a programas de televisión australianos más antiguos. Encontró que la NFSA es más sólida en los programas de actualidad y antiguos, y que YouTube es más fuerte en los programas de juegos, los programas de estilo de vida y el material de "interés humano" (nacimientos, matrimonios y muertes). Se descubrió que la catalogación de YouTube tiene menos enlaces rotos que la colección de la NFSA, y los metadatos de YouTube se pueden buscar de manera más intuitiva. Se encontró que la NFSA generalmente proporciona información de referencia más útil sobre las fechas de producción y transmisión.
La NFSA anunció planes para recopilar videojuegos desarrollados en Australia como parte de su colección a partir de 2019, con nuevos títulos que se agregarán anualmente.

### Colecciones especiales
- La Australia Film Collection contiene una amplia gama de más de 3000 títulos de documentales australianos y programas educativos, que abarcan un siglo de títulos de documentales y docudrama de la Commonwealth (1913-2008).
- Sounds of Australia (anteriormente el Registro Nacional de Sonidos Grabados) es la selección de grabaciones de sonido de la NFSA con importancia y relevancia cultural, histórica y estética, que informan o reflejan la vida en Australia. Fue establecido en 2007. Cada año, el público australiano nomina nuevos sonidos que se agregarán con las selecciones finales determinadas por un panel de expertos de la industria.[9][10]
- NFSA Restores es el programa de la NFSA para digitalizar, restaurar y preservar, con los más altos estándares de archivo, películas australianas clásicas y de culto para que puedan verse en la pantalla grande en los cines digitales actuales.
- La Colección de Historia Oral alberga grabaciones de historia oral.
- La colección de préstamos no teatrales, incluye proyecciones no teatrales, que tienen lugar sin fines comerciales y están a cargo de instituciones educativas, culturales, sociales y religiosas; grupos comunitarios; iglesias; sociedades cinematográficas; cuerpos gubernamentales; hospitales; bibliotecas; museos y galerías.
- Archivo de jazz australiano.

## Pantalla Australiana en Línea
Australian Screen Online (ASO), también conocida como Australian Screen o australianscreen, es una base de datos en línea operada por el Archivo Nacional de Cine y Sonido de Australia (NFSA). Tiene una función tanto promocional como educativa, proporcionando acceso en línea gratuito en todo el mundo a información sobre el cine australiano y la industria de la televisión en Australia.
Proporciona información y extractos de una amplia selección de largometrajes, documentales, programas de televisión, noticieros, cortometrajes, animaciones y películas caseras australianas, proporcionadas por una colaboración de la NFSA con los Archivos Nacionales de Australia, la Australian Broadcasting Corporation, SBS y el Instituto Australiano de Estudios Aborígenes e Isleños del Estrecho de Torres (AIATSIS). El contenido educativo está diseñado para profesores y estudiantes, e incluye una colección de clips de películas acompañados de notas de profesores y curadores expertos.
Desde el lanzamiento inicial del sitio web el 18 de julio de 2007, con más de 1500 clips de películas y televisión australianos, ha ganado numerosos premios como recurso educativo y por el diseño de su sitio web. El sitio web fue renovado y relanzado en 2009, incluyendo nuevas características como entrevistas exclusivas con cineastas, una sección de noticias, foros, juegos, perfiles detallados de productores, directores, guionistas, compositores de bandas sonoras y actores. Ese año, el sitio web reportó alrededor de 90 000 visitantes por mes, de los cuales un 25 % eran conexiones fuera de Australia.

## Premios

### Premio Ken G Hall a la preservación de película
El premio Ken G. Hall Film Preservation Award se estableció en 1995 como un tributo al productor y director Ken G. Hall. Se otorga en reconocimiento a un individuo, grupo u organización, por su destacada contribución al arte de la imagen en movimiento y su preservación. Se da a los candidatos cuando existe un vínculo significativo entre su trabajo y su impacto o relación con la industria cinematográfica australiana. Ejemplos de esta contribución incluyen la innovación técnica, la erudición en el campo, la participación en la supervivencia del cine como forma de arte y como una experiencia cultural, promoción, patrocinio y recaudación de fondos.

### Premio Nacional de Grabación Folclórica
El Premio Nacional de Grabación Folclórica de la NFSA se estableció en 2001 para fomentar y recompensar la excelencia en la grabación de música folclórica australiana. Los ganadores del premio se seleccionan de las grabaciones enviadas cada año al Festival Nacional de Folclore en Canberra. El jurado está compuesto por representantes del Festival Nacional de Folklore, ABC Radio y el Archivo. 

### Premio Cochrane-Smith al patrimonio sonoro
El premio Cochrane-Smith al patrimonio sonoro  reconoce los logros de una persona que ha realizado una contribución sustancial a la preservación, supervivencia y reconocimiento del patrimonio sonoro. Lleva el nombre de Fanny Cochrane Smith, quien aparece en la única grabación conocida de canciones e idiomas aborígenes de Tasmania.

### Premio Orlando al Cortometraje
El Premio Orlando al Cortometraje es una celebración anual de los mejores cortometrajes de lesbianas, gays, bisexuales, transgénero o intersexuales de Australia. Reconoce la diversidad cultural de la nación y el papel que juega la cultura de la pantalla dentro de la comunidad en general.

### Premio al Director de fotografía emergente
Presentado por primera vez en 2010, el premio John Leake de la Sociedad Australiana de Cinematógrafos de la NFSA para un director de fotografía emergente, está diseñado para permitir que los directores de fotografía emergentes desarrollen su oficio y se presenta anualmente en los premios de la Sociedad Australiana de Cinematógrafos. El premio recibe su nombre en honor al cofundador de la Sociedad Australiana de Cinematógrafos (ACS) e ícono de la industria, John Leake (1927-2009). El jurado está compuesto por el presidente federal de la Sociedad Australiana de Cinematógrafos, el director ejecutivo del Archivo Nacional de Cine y Sonido y otros dos miembros ejecutivos de la ACS.

### Premio a la preservación
El Premio de Preservación NFSA de la Asociación de Archivos Audiovisuales del Sureste de Asia Pacífico (SEAPAVAA) reconoce los esfuerzos extraordinarios de individuos u organizaciones dentro de la región del Sudeste de Asia y el Pacífico para preservar o promover el archivo audiovisual en la región. Se presenta en la conferencia anual SEAPAVAA.

## Exposiciones
Las siguientes exposiciones han sido desarrolladas por la NFSA:
- The Art of Sound, en colaboración con galerías de arte regionales
- Starstruck: Australian Movie Portraits, en asociación con la Galería Nacional de Retratos de Australia. La exposición se estrenó en Canberra del 10 de noviembre de 2017 al 4 de marzo de 2018, seguida de una gira por Australia que incluyó Adelaide, Gold Coast, Bathurst y Geraldton.

A partir de agosto de 2018, la NFSA reabrió su galería de exposiciones para presentar exposiciones temporales, que incluyen:
- Heath Ledger: A Life In Pictures, del 10 de agosto de 2018 al 10 de febrero de 2019. Desarrollado por el Museo de Australia Occidental.
- The Dressmaker, del 18 de abril al 18 de agosto de 2019. Desarrollado por FilmArt Media y comisariado por la diseñadora Marion Boyce.
- Game Masters: The Exhibition, del 27 de septiembre de 2019 al 9 de marzo de 2020. Desarrollado por el Centro Australiano para la Imagen en Movimiento .
- Obispo Mervyn: The Exhibition. Del viernes 5 de marzo al domingo 1 de agosto de 2021; 10h a 16h, de lunes a domingo. Esta exposición se extrae de la colección de la Galería de Arte de Nueva Gales del Sur (AGNSW), el archivo privado del artista, y se enriquece con el sonido y la imagen en movimiento de la NFSA.